# Georg von Lehmann
Georg svobodný pán von Lehmann (německy Georg Freiherr von Lehmann) (2. listopadu 1856 Cegléd – 14. září 1936 Vídeň) byl rakousko-uherský generál. Jako absolvent vojenské akademie sloužil v c. k armádě od roku 1875, byl důstojníkem u různých jednotek jezdectva, dlouhodobě se uplatňoval jako jezdecký instruktor na vojenských školách. Na začátku první světové války byl divizním velitelem na východní frontě. Vyznamanel se v bojích v Karpatech koncem roku 1914, nakonec byl velitelem samostatného armádního sboru jezdectva (1915–1916). Počátkem roku 1916 byl sbor kvůli vysokým početním ztrátám rozpuštěn a Lehmann byl z fronty odvolán. V letech 1916–1917 zastával podružnou funkci velitele výcviku záložních jezdeckých jednotek ve Vídni. V roce 1916 byl povýšen do hodnosti generála jezdectva a v roce 1917 byl odeslán do penze. V roce 1918 získal titul barona.

## Životopis

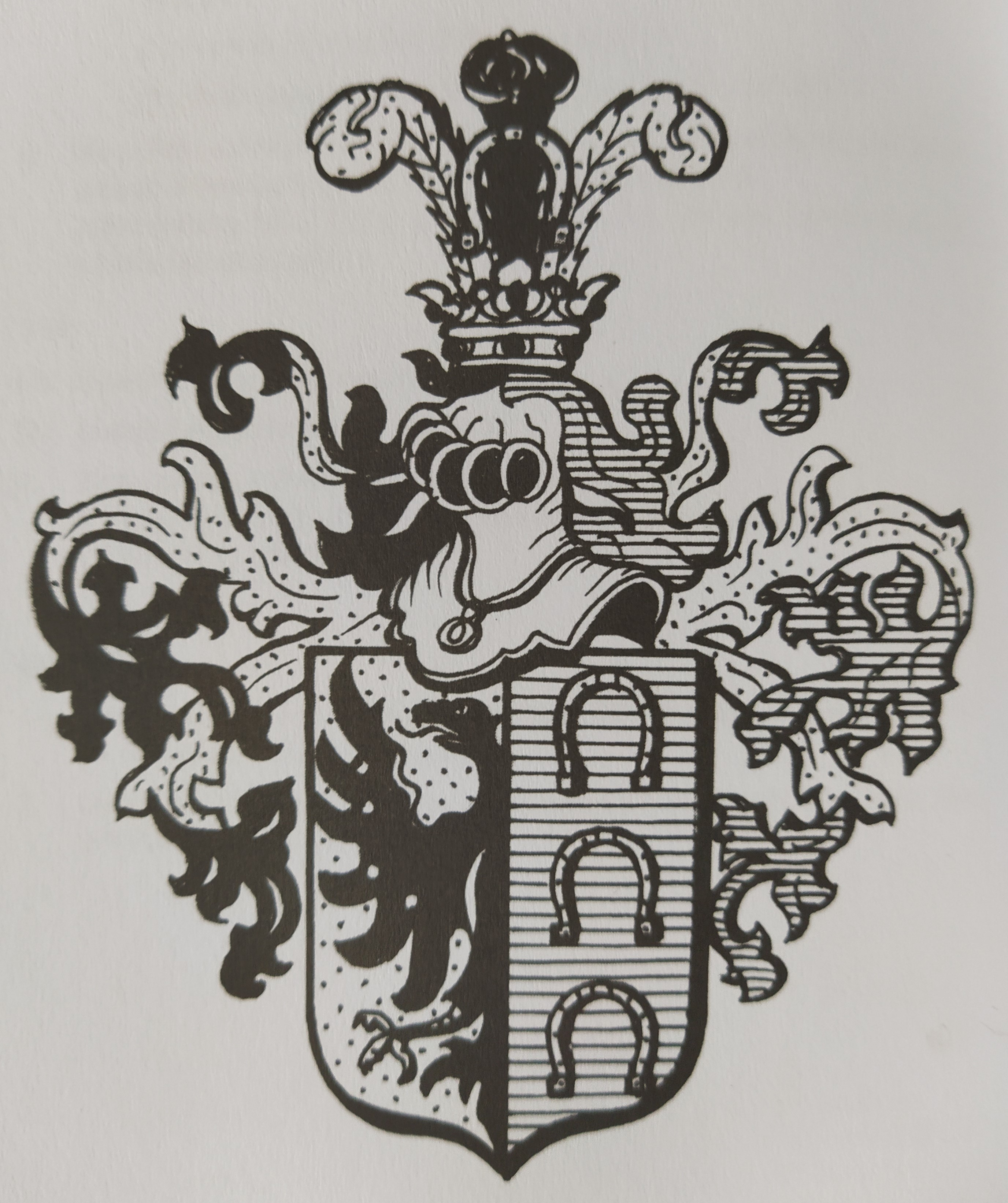
Erb rodu Lehmannů

Narodil se jako mladší syn c. k. rytmistra Augusta Lehmanna (1807–1880) povýšeného v roce 1878 do šlechtického stavu. V letech 1872–1875 studoval na Tereziánské vojenské akademii ve Vídeňském Novém Městě, v roce 1875 vstoupil do armády jako poručík u 6. dragounského pluku v Brně. V letech 1878–1880 absolvoval jezdecký institut ve Vídni a poté sám působil jako pedagog, v letech 1888–1890 vyučoval na jezdecké kadetní škole v Hranicích, později byl jezdeckým instruktorem na Tereziánské vojenské akademii. Služebně byl formálně stále příslušný k 6. dragounskému pluku a mezitím postupoval v hodnostech (nadporučík 1878, kapitán 1888).
V roce 1896 byl v hodnosti majora přeložen k 13. hulánskému pluku v Zoločivi. Poté znovu působil jako učitel jezdectva, tentokrát na Válečné škole (K.u.k. Kriegsschule) ve Vídni, v roce 1900 byl povýšen na podplukovníka. V roce 1903 dosáhl hodnosti plukovníka a v letech 1903–1908 byl velitelem 13. hulánského pluku, kde již dříve sloužil., v roce 1909 se stal brigádním velitelem ve Vídni. V roce 1910 byl povýšen do hodnosti generálmajora a zůstal jako velitel 17. jezdecké brigády ve Vídni. Další hodnostní postup absolvoval jako polní podmaršál (1913) a před začátkem první světové války byl velitelem 8. jezdecké divize ve Stanislavi.

### První světová válka
Na začátku první světové války byl povolán na východní frontu, kde měl jako divizní velitel za úkol průzkum terénu a pohybu ruských vojsk. V listopadu a prosinci 1914 se vyznamenal v bojích v Karpatech a po bitvě u Limanow-Lapanowa pronásledoval ruskou armádou. V létě 1915 se zúčastnil bojů na Dněstru a následně měl během ofenzívy ve východní Haliči za úkol odlehčit 3. armádě. Ke své divizi obdržel ještě velení 56. divize a dosáhl dílčích úspěchů. V listopadu 1915 byl jmenován samostatným velitelem jezdeckého armádního sboru, který nesl jeho jméno (Kavallerie-Korps Lehmann). Kvůli ztrátám byl sbor v lednu 1916 rozpuštěn a Lehman nakonec krátce poté z fronty odvolán. Od března 1916 zastával ve Vídni funkci velitele výcviku záložních jednotek jezdectva a k datu 1. listopadu 1916 dosáhl hodnosti generála jezdectva. V roce 1917 byl odeslán do penze.
Byl ženatý s Clarou Bermannovou (1862–1937), vdovou po Eduardu Pollakovi von Borkenau (1854–1892) z vlivné židovské bankéřské rodiny z Vídně. Z prvního manželství měla dvě děti, syna Rudolfa (1885–1955) a dceru Marii (1890–1974), provdanou Zimmerovou. Georg Lehmann měl čtyři starší sourozence, tři sestry a bratra Eduarda (1844–1924), který také sloužil v armádě a dosáhl hodnosti generálmajora.

## Tituly a ocenění
Po nobilitaci svého otce v roce 1878 užíval šlechtický titul Edler von Lehmann. V roce 1917 obdržel titul c. k. tajného rady s nárokem na oslovení Excelence. Po odchodu do penze získal titul svobodného pána (diplom vystaven k datu 23. února 1918). Během vojenské služby dosáhl řady vyznamenání.
- Jubilejní pamětní medaile (1898)
- Služební odznak pro důstojníky III. třídy (1901)
- Vojenský záslužný kříž III. třídy (1903)
- Řád železné koruny III. třídy (1907)
- Vojenský jubilejní kříž (1908)
- Služební odznak pro důstojníky II. třídy (1910)
- Mobilizační kříž (1913)
- Řád železné koruny II. třídy s válečnou dekorací (1915)
- Vojenský záslužný kříž II. třídy s válečnou dekorací (1915)
- Železný kříž II. třídy (1916, Německo)
- Stříbrná vojenská záslužná medaile (1917)